# 北1線
北1線 林子－水碓，是位於新北市的一條鄉道，北起新北市淡水區林子，南至新北市淡水區水碓，全長2.169公里。有一支線北1-1線。

## 路線說明
北1線路廊在台灣堡圖上即可見，一直以來都是淡水市區通往北部濱海公路的捷徑，曾由公路總局代為養護故起終點處均有公路總局設置之大型端點牌。本線曾為縣道102號（北部濱海公路早期編號）之一部份。開發淡水新市鎮時曾一度封閉新市二路口至舊北1-1線岔路口間路段，重新開放後路線拉直，里程牌也只剩下起點和0.5公里兩張。本線部份路段為淡海輕軌之預定路線。
新北市
- 淡水區：林子0.0k（起點，台2線、台2乙線岔路）→ 中山北路三段 → 鴨母港1.202k（北1-1線岔路）→ 中山北路二段 → 水碓2.169k（終點，市道101號岔路）

## 沿革
| 北1線歷史沿革 | 北1線歷史沿革                                                   | 北1線歷史沿革                                                   |
| 年代          | 本編號沿革                                                      | 本路線沿革                                                      |
| ------------- | --------------------------------------------------------------- | --------------------------------------------------------------- |
| 1961年        | 燈台口－橫山間4.632km                                           | 當時為縣道102號一部份。                                         |
| 1976年        | 合併原北2線橫山－二坪頂間路段，共計11.15km。                    | 改編為北9線（大龜崙－淡水間3.515km），終點位於當時台2線上。     |
| 1983年        | 原北1線改編為北15線，原北9線改編為北1線並將終點北移至北新路口。 | 原北1線改編為北15線，原北9線改編為北1線並將終點北移至北新路口。 |

## 沿線設施
- 淡海新市鎮
- 公司田溪橋（三級古蹟，舊北部濱海公路三號橋）
- 水碓派出所

## 交會公路
- 台2線
- 台2乙線
- 北1-1線
- 市道101號

## 支線
北1-1線 鴨母堀－紅柿腳，是位於新北市的一條鄉道，北起新北市淡水區鴨母堀，南至新北市淡水區紅柿腳，全長3.343公里。為北1線的支線。本編號與路線均於1983年新編。

### 路線說明
路線為淡水區商工路，原起點與登輝大道口間路段因淡海新市鎮開發而重劃消失，改由濱海路一段連接北1線，也因此商工路門牌單號自141號起編、雙號自184號起編。本線路名因淡水商工而得名。絕大多數路段兩旁林木成蔭，沿線多豪宅與農地，接近終點一段為工業區。
新北市
- 淡水區：鴨母堀0.0k（北1線岔路）→ 濱海路一段 → 與台2線暫時共線 → 商工路 → 紅柿腳3.343k（終點，市道101號岔路）

### 沿線設施
- 淡海新市鎮
- 國立淡水高級商工職業學校
- 大屯高爾夫球場
- 琉璃工坊

0.5與2.5公里處各有一里程碑。

### 交會公路
- 北1線
- 台2線（短暫共線）
- 市道101號